# Nike Oregon Project
Das Nike Oregon Project (NOP) (auch Nike’s Oregon Project) war eine von dem Sportartikelhersteller Nike gesponserte Eliten-Lauftrainingsgruppe, welche 2001 in Beaverton, Oregon gegründet wurde. Im Oktober 2019 beendete Nike, nach Dopingermittlungen und einer vierjährigen Sperre gegen den Cheftrainer Alberto Salazar, das Projekt.

## Geschichte
Das Nike Oregon Project wurde von dem damaligen Nike-Vizepräsident Thomas E. Clarke ins Leben gerufen, nachdem er seit Anfang der 1980er Jahre mit der Leistung amerikanischer Athleten im Langstreckenlauf unzufrieden war. Während dieser Zeit hatte Alberto Salazar (später Cheftrainer des Oregon-Projekts) 1980, 1981 und 1982 drei New York City Marathons in Folge gewonnen.
So kam es, dass Clarke Salazar für das Projekt gewann. Zu Beginn wählte Salazar bekannte Läufer jener Zeit aus, von denen er glaubte, dass sie ihr Potenzial noch nicht gänzlich ausgeschöpft hatten. Schließlich kam er jedoch zu dem Schluss, dass die Trainingsgewohnheiten der Sportler fest verankert und schwer zu überwinden waren. Dies führte dazu, dass Salazar das Projekt auf jüngere Athleten auslegte.
Im Jahr 2006 wurde das Project von der Welt-Anti-Doping-Agentur (WADA), welche behauptete, ihre Methoden können mit Blutdoping gleichgesetzt werden, eingehender überprüft.
Am 19. Mai 2017 schrieb The New York Times einen Artikel über einen USADA-Bericht, in dem behauptet wurde, Salazar habe mit Sportlern zusammengearbeitet, um ihren L-Carnitin-Spiegel zu erhöhen. Die Anschuldigung lautete, dass die intravenöse Methode möglicherweise gegen die Anti-Doping-Bestimmungen der USADA verstoßen hätte, sofern die infundierte Menge zu hoch gewesen ist.
Am 1. Oktober 2019, während der Leichtathletik-Weltmeisterschaften, verbot die USADA Alberto Salazar für vier Jahre jegliche Ausübung seines Traineramtes (sogenannte „Dopingsperre für Trainer“), weil er angeblich Testosteron gehandelt, eine verbotene Menge L-Carnitin infundiert und versucht haben soll, Dopingkontrollen zu manipulieren.
Salazar bestreitet die Vorwürfe und plante, gegen das Verbot Einspruch einzulegen. Mehrere Sportler betonten, zu keinem Zeitpunkt gedopt gewesen zu sein und verwiesen auf zahlreiche Kontrollen.
Am 10. Oktober 2019 erklärte Nike-Chef Mark Parker die Beendigung des Oregon-Projekts.
Im November 2019 erhob die 23-jährige Athletin Mary Cain in einem für die New York Times verfassten Artikel schwere Vorwürfe gegen das Team und Nike. Später erhoben weitere Athleten aus dem Projekt ähnliche Vorwürfe.
Die Laufgruppe wurde unter der Leitung von Pete Julian weitergeführt.

## Einrichtung
Die Läufer lebten in der Gegend von Portland, Oregon und trainierten auf dem Hauptcampus von Nike, der sich etwas außerhalb des Vororts von Portland, in Beaverton, befindet. Einige der Läufer der Gruppe lebten in einem speziell für sie entworfenen Haus, in dem Sauerstofffilter verbaut waren, um das Leben in großer Höhe zu simulieren. Studien haben ergeben, dass Menschen durch das Leben in der Höhe mehr rote Blutkörperchen entwickeln und so das körperliche Leistungspotenzial gesteigert ist. Zusätzlich zum simulierten Höhentraining und moderner Leistungsdiagnostik standen den Athleten Unterwasser- und Anti-Schwerkraftlaufbänder sowie eine Kryosauna zur Verfügung.

## Athleten (Auswahl)
Auflistung einiger ehemaligen Mitglieder
- Galen Rupp
- Jordan Hasay
- Shannon Rowbury
- Suguru Ōsako
- Craig Engels
- Clayton Murphy
- Eric Jenkins
- Sifan Hassan
- Yomif Kejelcha
- Donavan Brazier
- Konstanze Klosterhalfen
- Jessica Hull
- Mo Farah
- Cam Levins
- Dorian Ulrey
- Tara Erdmann
- Luke Puskedra
- Dathan Ritzenhein
- Mary Cain
- Treniere Moser
- Kara Goucher[16]
- Adam Goucher
- Matthew Centrowitz

## Trainerstab
- Alberto Salazar, Cheftrainer
- Pete Julian, Assistenzcoach
- Darren Treasure, Mannschaftsarzt
- David McHenry, Physiotherapeut

## Weblink
- Das System Nike – Siegen um jeden Preis von Paul Kemp auf zdf.de